# ناحیه زنگی‌آته
ناحیهٔ زنگی‌آته (به ازبکی: Zangiota tumani، زنگی‌آته تومنی) یک ناحیه در ازبکستان است که در ولایت تاشکند واقع شده‌است. ناحیه زنگی‌آته ۲۲۰ کیلومتر مربع مساحت و ۱۷۱٬۲۰۰ نفر جمعیت دارد.
در بین سال‌های ۲۰۱۰ و ۲۰۱۷ میلادی، با انحلال ناحیه تاشکند، اراضی تابعهٔ آن، به این ناحیه پیوسته شدند. در سال ۲۰۱۷٬ این اراضی مجددا تحت نام «ناحیهٔ تاشکند» از زنگی‌آته جده شدند.